# 金秀蘭
金秀蘭（英語：Deborah Shiu-lan Jin，1968年11月15日—2016年9月15日），美國名黛博拉，美籍华裔物理學家，也是科羅拉多大學物理系教授、國家標準技術研究所研究員及科羅拉多大學實驗天體物理聯合研究所研究員。

## 生平
她的父亲Ron Jin，1933年生于福州，于2010年去世。黛博拉·金是分子量子化學的先驅。從1995年到1997年，她與埃里克·康奈尔和卡尔·威曼一起在實驗天體物理聯合研究所工作，參與最早的玻色-愛因斯坦凝聚體的研究。2003年，黛博拉·金領導的團隊在實驗天體物理聯合研究所製造出第一種費米凝聚，這是一種新形態物質。她使用磁阱和雷射將费米子氣體冷卻到絕對零度左右（溫度高約100億分之一），成功完成量子簡併和形成玻色-愛因斯坦凝聚態。黛博拉·金曾被認為是諾貝爾獎得主的有力人選。

## 榮譽
黛博拉·金是美國國家科學院 (2005)與美國文理科學院成員(2007)。
- 2000：获得美国青年科学家与工程师总统奖[1]
- 2002：獲得瑪麗亞·格佩特-梅耶獎[12]
- 2003：獲得麥克阿瑟獎[13]
- 2004：《科学美国人》“年度研究领袖”[14]
- 2008：獲得富兰克林研究所本杰明·富兰克林奖章[15]
- 2013：獲得欧莱雅-联合国教科文组织女科学家奖[16][17]
- 2014：獲得IOP艾萨克·牛顿奖章[18]
- 2014：獲得科姆斯托克物理獎[9][5]